# Lifetime (chaîne de télévision américaine)
Ne doit pas être confondu avec Lifetime (chaîne de télévision canadienne).
Lifetime est une chaîne de télévision américaine spécialisée appartenant à A&E Television Networks et créée le 1er février 1984. Elle diffuse une programmation s'adressant principalement aux femmes sous forme de films, séries télévisées, émissions de téléréalité et de divertissement.

## Histoire
Lancée le 1er février 1984, Lifetime Television Network est créé à la suite de la fusion des chaînes Daytime et Cable Health Network (CHN).
- Daytime, géré par Hearst Corporation/ABC Video Services, a débuté en mars 1982 comme un service de 4 heures par jour sauf le week-end offrant des programmes alternatifs pour les femmes.
- Cable Health Network, géré par Viacom, a débuté en juin 1982 comme un service 24 heures offrant des programmes sur la santé, le fitness, la science et la médecine.

En avril 1994, revend ses parts à Hearst Corporation et Capital Cities Communications.
En 1995, Lifetime Television Network est déclaré « Television for Women ».
En 1996, Capital Cities est racheté par The Walt Disney Company et devient le détenteur de 50 % du capital.
Le 27 août 2009, A&E Television Networks annonce l'achat de Lifetime Entertainment, NBC ayant 15 ans pour augmenter sa participation ou revendre ses parts,. Comme Disney et Hearst détenaient 50 % chacun de Lifetime, leurs participations dans A&E passe à 43,75 % chacun tandis que la participation de NBC à A&E tombe à 12 %, sous la barre des 15 % d'une participation stratégique.

## Lifetime Movie Network(LMN)
La chaîne a été lancée le 29 juin 1998. Au départ, elle ne diffusait que des films de longue durée, puis au cours des années, elle a diffusé des téléfilms en première diffusion, et intégré quelques séries et émissions à son horaire.

## Identité visuelle

### Logos

Logo de Lifetime de 1995 à 2006
Logo de Lifetime de 2006 à 2008
Logo de Lifetime de 2008 à 2012
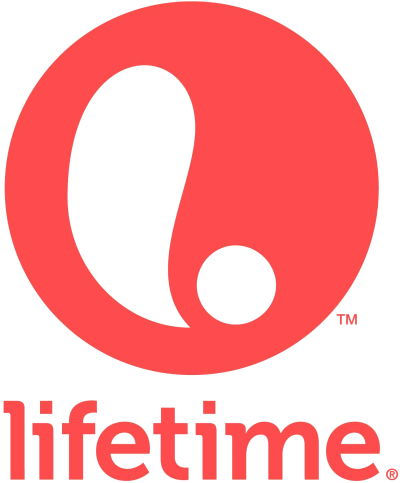
Logo de Lifetime de 2012 à 2017
Logo de Lifetime de 2017 à 2020
Logo de Lifetime depuis 2020

### Slogans
- 1984-1993 : « Lifetime Medical Television »
- 1994-2006 : « Television for Women »
- 2006-2008 : « Connect. Play. Share. »
- 2008-2012 : « My Story is on Lifetime »
- 2012-2017 : « Your Time. Your Life »
- depuis 2020 : « TV worth living »

## Canada
Depuis 1993, Lifetime fait partie de la liste des services par satellite admissibles au Canada. Par contre, aucun fournisseur majeur canadien ne distribue la chaîne. La majorité de ses émissions et séries originales sont diffusées sur l'une des nombreuses chaînes spécialisées canadiennes.
Le 30 mai 2012, Shaw Media annonce le lancement à l'automne d'une version canadienne Lifetime. La chaîne Showcase Diva a été renommée pour Lifetime le 27 août 2012. Les téléfilms originaux ne sont pas diffusés en même temps sur la version canadienne.

## Programmation

### Téléréalité
- Projet haute couture (Project Runway) (2004–2008 sur Bravo, 2009–en cours)
- Dance Moms (2011–en cours)
- Bring It! (en) (2014–en cours)
- Little Women: LA (en) (2014–en cours)
- Child Genius (en) (2015–en cours)
- Little Women: NY (en) (2015–en cours)
- The Rap Game (en) (2016–en cours)
- Little Women: Atlanta (en) (2016–en cours)
- Little Women: Dallas (en) (2016–en cours)
- Married at First Sight (en) (2014–2016 sur Fyi, 2017–en cours)

## Ancienne programmation

### Séries
- The Days and Nights of Molly Dodd (en) (1987–1988 sur NBC, 1989–1991)
- Oh Baby (en) (1998–2000)
- Chroniques d'Alabama (en) (Any Day Now) (1998–2002)
- Maggie (1998)
- La Vie avant tout (Strong Medicine) (2000–2006)
- Division d'élite (The Division) (2001–2004)
- For the People (en) (2002–2003)
- Missing : Disparus sans laisser de trace (1-800-Missing) (2003–2006)
- Méthode Zoé (Wild Card) (2003–2005)
- Beach Girls (en) (2005)
- Angela's Eyes (2006)
- Lovespring International (2006)
- Monarch Cove (en) (2006)
- Inspector Mom (websérie, 2006–2007)
- Blood Ties (2007)
- American Wives (Army Wives) (2007–2013)
- Side Order of Life (en) (2007)
- State of Mind (en) (2007)
- Rita Rocks (2008–2009)
- Drop Dead Diva (2009–2014)
- Sherri (en) (2009)
- Against the Wall (2011)
- The Protector (2011)
- The Client List (2012–2013)
- Devious Maids (comédie dramatique, 2013–2016)
- Witches of East End (2013–2014)
- The Lottery (en) (2014)
- The Lizzie Borden Chronicles (mini-série, 2015)
- UnREAL (2015–2018, puis sur Hulu)
- Guerre et Paix (War & Peace) (mini-série, 2016)
- Mary Kills People[7] (série canadienne, saisons 1 et 2, 2017–2018)[8]
- You[9] (2018, puis sur Netflix)[10]
- American Princess (en)[11] (10 épisodes, 2019)[12]

### Télé-réalité
- Mother's Day with Joan Lunden (1984–1989)
- Regis Philbin's Lifestyles (1984–1987)
- Dr Ruth (1984–1991)
- Attitudes (en) (1985–1991)
- Rodeo Drive (en) (1990)
- Supermarket Sweep (en) (1990–1995)
- Shop 'til You Drop (en) (1991–1994)
- Born Lucky (1992–1993)
- Intimate Portrait (en) (1995–2004)
- Kids These Days (en) (1996–1998)
- Debt (en) (1996–1998)
- Who Knows You Best (2000)
- Speaking of Women's Health (2001, 2003–2004)
- Merge (2003–2005)
- What Should You Do? (en) (2003–2006)
- Denise Austin's Daily Workout (2003–2008)
- Head 2 Toe (2003–2008)
- I Do Diaries (2003–2005)
- How Clean Is Your House? (en) (2004–2005)
- I Married a Princess (en) (2005)
- Cheerleader Nation (en) (2006)
- Gay, Straight or Taken? (en) (2007)
- Lisa Williams : dialogue avec les morts (Lisa Williams: Among the Dead) (2007–2008)
- How to Look Good Naked (en) (2008)
- DietTribe (en) (2009)
- Models of the Runway (en) (2009–2010)
- The Fairy Jobmother (en) (2010)
- On the Road with Austin & Santino (en) (2010)
- One Born Every Minute (en) (2010)
- Coming Home (en) (2011–2012)
- Roseanne's Nuts (en) (2011)
- Project Accessory (en) (2011)
- America's Supernanny (en) (2011–2013)
- America's Most Wanted (1988–2011 sur FOX, 2011–2012)
- Project Runway: All Stars (en) (2012)
- Dance Moms: Miami (en) (2012)
- The Houstons: On Our Own (en) (2012)
- 7 Days of Sex (2012)
- Abby's Ultimate Dance Competition (en) (2012–2013)
- Double Divas (en) (2013)
- Preachers' Daughters (en) (2013–2015)
- Betty White's Off Their Rockers (2012–2013 sur NBC, 2014)
- Living with the Enemy (en) (2015)
- Fashionably Late with Rachel Zoe (en) (2015)
- The Jacksons: Next Generation (en) (2015)
- Pitch Slapped (en) (2016)

## Téléfilms
Presque toutes les semaines, la chaîne diffuse un téléfilm original. La majorité de ces téléfilms se retrouvent en version française les après-midis sur les chaînes françaises, belges et québécoises.
- Les Enfants du péché (Flowers in the Attic) (18 janvier 2014)
- Lizzie Borden a-t-elle tué ses parents ? (Lizzie Borden Took an Ax) (25 janvier 2014)
- Les Enfants du péché : Nouveau Départ (Petals on the Wind) (26 mai 2014)
- Les Enfants du péché : Secrets de famille (If There Be Thorns) (5 avril 2015)
- Les Enfants du péché : Les Racines du mal (Seeds of Yesterday) (12 avril 2015)
- Embarquement immédiat pour Noël (The flight Before Christmas) (5 décembre 2015)
- Destin brisé : Britney Spears, l'enfer de la gloire (Britney Ever After) (18 février 2017)
- Deadly Sorority[13] (6 mai 2017)
- Cradle Swapping[13] (7 mai 2017)
- Sometimes the Good Kill (13 mai 2017)
- The Good Nanny (14 mai 2017)
- Escaping Dad (21 mai 2017)
- Sinister Minister[13] (28 mai 2017)
- Destin brisé : Michael Jackson, derrière le masque (Michael Jackson: Searching for Neverland)[14] (29 mai 2017)
- The Perfect Soulmate[15] (4 juin 2017)
- The Wrong Neighbor[15] (10 juin 2017)
- Menendez: Blood Brothers (en)[14] (11 juin 2017)
- The Wrong Crush (2 juillet 2017)
- Story of a Girl[16] (23 juillet 2017)
- Trapped Sisters (6 août 2017)
- Enfants stars, adolescence brisée (A Tale of Two Coreys) (6 janvier 2018)